# Carl Humann
Carl Humann (4 de gener de 1839, Steele, prop d'Essen -12 d'abril 1896, Esmirna) va ser un arquitecte i arqueòleg alemany. A ell es deu el descobriment de l'Altar de Pèrgam.
De salut fràgil, després de finalitzar els seus estudis, va seguir els consells dels metges i va partir cap al sud. Va arribar a Àsia Menor el 1861.
Va viatjar a través de l'Imperi otomà durant sis anys. Va col·leccionar antiguitats i va enviar informacions geogràfiques a Heinrich Kiepert a Berlín. Va acceptar diferents encàrrecs, entre ells, la construcció d'una residència per a l'ambaixador britànic.
El 1862, el seu germà Franz va ser nomenat agent diplomàtic a Samos. El 1867, Franz va ser encarregat pel Sultà de la construcció de cinc carreteres i vies fèrries a Àsia Menor, que havien d'unir Constantinoble amb Esmirna. Carl es va responsabilitzar d'un equip de 2000 obrers i 500 animals (bous, camells i mules).
Al mateix temps Humann va començar a fer escorcolls a Samos, després a Esmirna. El 1864, va fer una primera visita a Pèrgam, ciutat que el va fascinar immediatament. També el va colpir un sentiment d'urgència: les ruïnes de la ciutat s'utilitzaven per alimentar els forns de calç dels voltants.
El 27 de setembre de 1871, va rebre la visita de Ernst Curtius, l'arqueólog alemany descobridor d'Olimpia. Va admirar les escultures que s'havien trobat i que semblaven formar part d'una sèrie. Curtius va convèncer a Humann d'enviar les seves troballes a Berlín.
El 1877, les escultures van ser identificades pel nou director del Museu de Berlín: es tractava de la Gigantomaquia de l'Altar de Pèrgam. Va escriure a Humann, que ocupava llavors el lloc de director d'una mina de sal, per proposar-li ser el representant del Museu a Turquia i, després de rebre la seva acceptació, li va enviar 2700 marcs. L'Estat alemany va obtenir una signatura que l'autoritzava a excavar a Pèrgam. Els treballs van començar el 9 de setembre de 1878. Dues noves campanyes arqueològiques van tenir lloc el 1880-1881 i 1883-1886.
Al juny i juliol de 1887, va excavar el jaciment de Hierápolis. Després d'aquest treball, la seva obra pòstuma, l'excavació va ser completada pels seus col·laboradors. Altertümer von Hierapolis va ser publicat el 1898.